# Агдаш
Агда́ш (азерб. Ağdaş) — місто в центральній частині Азербайджану, адміністративний центр однойменного району. Розташований на Ширванській рівнині, за 10 км на північний схід від залізничної станції Ляки на шосе Тбілісі — Баку.

## Історія
Поселення на цьому місці існували принаймні з XVI ст. Статус міста Агдаш отримав в 1900р. У Російській імперії Агдаш був центром Арешського повіту Єлизавтпольскої губернії.

## Населення
Динаміка росту населення:
- 1989 — 19 800 мешканців
- 2002 — 22 900 мешканців
- 2003 — 23 100 мешканців
- 2005 — 23 400 мешканців
- 2010 — 25 345 мешканців

## Відомі уродженці
- Ариф Назар огли Гейдаров — міністр внутрішніх справ Азербайджанської РСР (1970—1978).
- Максуд Шейхзаде — узбецький поет і перекладач.